# 华东师范大学档案馆
华东师范大学档案馆是华东师范大学的一个直属单位，成立于1988年6月。1997年被认定为国家科技事业单位一级档案馆。华东师范大学校史党史办公室与华东师范大学档案馆合署办公，并附设华东师范大学校史馆。馆藏档案始于1924年，截至2012年底，档案馆馆藏各类档案总计13.8万卷，各类学籍27.6万件，另有实物、声像、资料等总计3万余件（张）。现任馆长为汤涛。
2010年，档案馆成立了中国第一个校级档案学研究机构——华东师范大学档案学理论与实践研究中心。

## 简介
华东师范大学档案馆馆舍位于中山北路校区，建筑面积1742平方米，在闵行校区办公楼设有业务指导、档案服务综合办公室。
馆藏档案共有8个全宗，分别为大夏大学、光华大学、上海市半工半读师范学院、上海市南林师范学校、上海幼儿师范高等专科学校、上海教育学院、上海第二教育学院和华东师范大学全宗。
此外，还在中山北路校区建有校史馆，于2011年10月60周年校庆时正式对外开放。

## 档案研究
2011年，档案馆发现了中国首位女飞行员、秋瑾之女王灿芝在大夏大学的学籍档案及相关材料，王灿芝的求学经历之谜得以解开。
2014年，档案馆公布了500多份因抗日战争而未被领取的毕业证书的主人名单及毕业学科，其中包括中国科学院院士胡和生，中国工程院院士李瑞麟，国务院原秘书长杜星垣等。